# باشگاه فوتبال الحزم عربستان سعودی
باشگاه الحزم (به عربی: نادي الحزم) یک باشگاه فوتبال در عربستان سعودی است که در شهر رس قرار گرفته است. این باشگاه در سال ۱۹۶۵ تأسیس شده‌است.باشگاه الحزم درحال حاضر در لیگ حرفه‌ای فوتبال عربستان فعالیت می‌کند.